# Майкъл Шърмър
Майкъл Брант Шърмър (на английски: Michael Brant Shermer) е американски историк на науката, основател на Обществото на скептиците и главен редактор на сп. Skeptic, посветено на разследването на псевдонаучни и свръхестествени казуси. Понастоящем Обществото на скептиците има 55 000 членове.

## Научна дейност
Шърмър е участник в множество дебати на теми, свързани с псевдонауката и религията, в които популяризира нуждата от научен скептицизъм. Сам разказва, че е бил християнски фундаменталист, но през време на следването си се обръща от вярата в Бог към науката и определя себе си като агностик, нетеист, атеист и привърженик на хуманистката философия и науката за морала. При все това той изразява резерви към всички тези понятия, които, според него, само ограничават човека в определени рамки, и вместо това предпочита да бъде наричан просто скептик.

### На български
- „Пазарното мислене“, 2010. София: Изд. „Изток-Запад“. ISBN 978-954-321-754-0. Превод: Ралица Дерилова
- „Вярващият мозък“, 2013. София: Изд. „Изток-Запад“. ISBN 619-152-235-5. Превод: Гергана Стойчева